# Venâncio de Oliveira Aires
Venâncio de Oliveira Aires (Itapetininga, 12 de novembro de 1841 — Santo Ângelo, 16 de outubro de 1885) foi um jornalista brasileiro e precursor das ideias republicanas e abolicionistas. Com Moreira da Silva, fundou o primeiro jornal de Itapetininga, O Município (1873).

## Homenagem
Venâncio empresta seu nome a uma cidade do estado do Rio Grande do Sul, Venâncio Aires. Segundo a página da prefeitura da cidade, localizada a 130 quilômetros da capital Porto Alegre, "o nome foi dado pelos republicanos rio-grandenses em homenagem ao advogado abolicionista e precursor das ideias republicanas Venâncio de Oliveira Ayres, nascido em Itapetininga, São Paulo, e radicado no Rio Grande do Sul."